# Ninja Scroll
Pour plus de détails, voir Fiche technique et Distribution.
Ninja Scroll  (獣兵衛忍風帖, Jūbei ninpūchō) est un film d'animation japonais, écrit et réalisé par Yoshiaki Kawajiri, sorti en 1993.

## Synopsis
Un village est ravagé par une épidémie de peste. La kunoichi Kagero accompagne une troupe de ninjas envoyée sur place pour enquêter mais rapidement exterminée par Tessaï, un des huit démons de Kimon. Kagero est sauvée in extremis de la mort par l’intervention de Jubei Kibagami. Ce dernier, rônin solitaire, est contraint par Dakuan, un agent du gouvernement, de combattre chacun des huit démons de Kimon avec l’aide de Kagero. Jubei réalise progressivement que leur chef n’est autre que son pire ennemi, Himuro Genma qui a pour dessein de prendre le pouvoir au Japon.

## Personnages

### Équipe de Dakuan
Jubei Kibagami : samouraï vagabond
- arme : katana (un lien transparent lui permet de le reprendre en main où qu'il soit, et le manche contient quelques fléchettes métalliques).
- pouvoir : techniques au katana très puissantes capable de trancher les choses à de longues distances.

Dakuan: moine voyageur, espion du gouvernement Tokugawa
- armes : bâton en fer orné d'anneaux capable de s'allonger, shuriken empoisonné.
- pouvoir : technique de la disparition (camouflage).

Kagero : femme ninja koga du clan Mushizuki
- armes : tanto, kunaï, barrette tranchante, pétales anesthésiants.
- pouvoir : son corps est empoisonné : entrer en contact avec sa peau peut être mortel.

### Démons de Kimon
Tessaï : géant de pierre vivant dans la forêt
- arme : double épée géante qu'il lance et qui revient à lui à la manière d'un boomerang.
- pouvoir : son corps peut se recouvrir d'une épaisse couche de pierre qui résiste à toutes les attaques.

Benisato : reine des serpents
- arme : katana.
- pouvoirs : dirige une armée de serpents à la morsure mortelle ; change de peau afin d'échapper à son ennemi.

Mushizo : maitre des guêpes
- armes : lance avec une double pointe, fléchette buccale, kunaï.
- pouvoir : dirige une immense nuée de guêpes qui vivent dans sa bosse qui est comme une ruche greffée sur son dos.

Ututsu Mujuru : samouraï aveugle
- arme : katana.
- pouvoirs : il a une ouïe hyper-développée surcompensant sa cécité et peut dégager une lumière aveuglante avec la lame de son katana.

Remarque: il est le seul des huit démons à avoir aidé Jubei pour pouvoir l'affronter.
Shijima : ninja des ombres
- armes : griffes de métal reliées à une chaine et propulsées par un mécanisme, kunaï.
- pouvoirs : capable de se cacher dans les ombres et se déplacer avec ; crée une multitude de doubles fictifs de lui-même ; sa salive peut hypnotiser n'importe quelle créature en entrant à l'intérieur dans son corps.

Remarque : Il est le seul des huit démons que Jubei tue sans aucune aide extérieure. 
Yûrinmaru : bras droit de Genma
- armes : kunaï.
- pouvoir : se sert d'un fil quasi-invisible pour attraper le cou de son adversaire et lui envoyer une décharge électrique mortelle, il l'utilise aussi pour communiquer à distance avec ses confrères.

Zakuro : experte en explosifs
- armes : kunaï.
- pouvoir : utilise une poudre explosive pour changer des corps (humains ou animaux) en bombes dévastatrices.

 Himuro Genma : chef des démons de Kimon
- arme : bras en métal, utile pour l'attaque comme pour la défense.
- pouvoirs : change son visage en celui de n'importe qui ; capable de régénérer une blessure, même mortelle (il est totalement immortel).

Remarque : On ignore ce qu'il devient exactement quand il tombe dans son or en fusion, sans doute a-t-il été dissout ou l'or l'a fait fondre et il ne reste de lui qu'une statue d'or. Le plus probable , d'après ses pouvoirs , est qu'il reste enfermé dans sa statue sous l'océan pour l'éternité.

## Fiche technique
- Titre : Ninja Scroll
- Titre américain : Ninja Scroll ou Jubei Ninpocho: The Wind Ninja Chronicles (traduction littérale du titre japonais)
- Titre original : 獣兵衛忍風帖, Jūbei ninpūchō
- Réalisation : Yoshiaki Kawajiri
- Scénario/Histoire Originelle : Yoshiaki Kawajiri
- Design original des personnages : Yoshiaki Kawajiri
- Design des personnages: Yutaka Minowa
- Storyboard : Yoshiaki Kawajiri
- Directeur artistique : Hiromasa Ogura
- Directeur des animations : Yutaka Minowa
- Directeur photographe : Hitoshi Yamaguchi
- Musique : Kaoru Wada
- Producteurs : Kazuhiko Ikeguchi, Masako Fukuyo, Shigeru Kitayama
- Production : Shigeki Komatsu, Haruo Sai, Masaki Sawanobori pour Madhouse/ Movic Inc./ Tôhô / JVC
- Distribution : Body Taing
- Pays d'origine : Japon
- Langue : japonais
- Genre : Animation, action, aventure, historique et fantastique
- Durée : 94 minutes
- Date de sortie : 5 juin 1993 ( Japon), 6 décembre 1996 ( États-Unis), 1996 ( Europe)
- Public : interdit aux moins de 17 ans aux États-Unis et moins de 16 ans en France

## Distribution

### Voix originales
- Takeshi Aono : Dakuan
- Emi Shinohara : Kagero
- Kōichi Yamadera : Kibagami Jubei
- Norio Wakamoto : Utsutsu Mujuurou
- Toshihiko Seki : Yurimaru

### Voix françaises
- Maurice Decoster : Jubei
- Amélie Morin : Kagero
- Marc François : Tessai
- Thierry Bourdon : Hanza et Genma Himuro
- Patrick Borg : Dkuan
- Laurence Dourlens : Zakuro
- Franck Capillery : Yurimaru
- Nicolas Sempé : Gempachi

## Autour du film
- Ninja Scroll est un hommage à la série des Ninpōchō (nouvelles mettant en scène des ninjas) de Futaro Yamada. Un manga (Basilisk) a également été inspiré de ces nouvelles.

- Le Jubei de l’anime a réellement existé. Kawajiri s’est inspiré de Jūbei Mitsuyoshi Yagyū (1606-1645), un samuraï considéré comme le meilleur sabreur de tous les temps au Japon.

- La première édition du film, au format VHS, était une version censurée. Il a fallu attendre la diffusion du film sur Canal + et son édition DVD pour constater que le film est en réalité beaucoup plus extrême que la version tronquée laissait paraitre.

## Continuation
Makai Tenshō: Jigoku-hen a été rebaptisée  aux États-Unis Ninja Resurrection: The Return of Jubei le 27 février 1998 afin de faire passer l’anime comme une suite de Ninja Scroll. Impression renforcée par la jaquette très similaire de Ninja Resurrection à celle de son « ainé ». Bien que sans aucun lien scénaristique et produits par deux studios distincts, les deux animes partagent néanmoins des points communs :  leur héros s’appellent tous deux Jubei et doivent se battre contre huit démons ou la présence d’une sorte d’épée-boomerang.
Ninja Scroll a inspiré une série animée de treize épisodes Ninja Scroll : The Series par le studio Madhouse, diffusée à partir du 10 octobre 2003 aux États-Unis et sortie en France chez Kazé. Dans la foulée, un nouveau film Jūbei ninpūchō 2 (Ninja Scroll 2) toujours sous la direction de Kawajiri a été annoncé en 2004 par Madhouse pour fêter les dix ans du premier volet sans qu’une date de sortie soit vraiment fixée.
En septembre 2006, Wildstorm lance le comic Ninja Scroll écrit par J. Torres et divisé en cinq parties. Le volume complet regroupant les cinq parties du comic, sort le 25 juillet 2007.

## Distinctions
- Citizen's Award du Yubari International Fantastic Film Festival en 1993.